# Randy Brown (cantor)
Randy Brown (Memphis, Tennessee, 1952 – 5 de março de 2025) foi um cantor de R&B norte-americano.

## Carreira
Randy Brown cantava em uma igreja de Memphis e posteriormente tornou-se líder do grupo “The Newcomers”, que tornou-se conhecido devido a música "Pin The Tail On The Donkey". Em 1973, Randy deixou o grupo “The Newcomers” e gravou seu primeiro single solo, "Did You Hear Yourself “, distribuído pela Stax Records. Randy gravou outras músicas, mas foram arquivadas e não foram lançadas.
Em 1975 Randy ficou sem gravadora, e então, levou algumas destas gravações para a Mainstream Records, onde gravou alguns singles, incluindo "You Can Be Cured" e "Take A Few More Steps". Após um ano, ele deixou a gravadora Mainstream.
Depois de receber um telefonema de Carl Hampton, com quem ele havia estudado durante o período escolar, Randy gravou quatro faixas que foram entregues a Russ Reagan, da Parachute Records. Uma das músicas, "I´d rather hurt myself”, deixou Reagan impressionado e a música foi então gravada. A canção foi bem recebido pelo público e então Randy gravou faixas adicionais, completando assim o álbum "Welcome To My Room", que foi lançado em 1978.
Esta música ficou bastante conhecida no Brasil como o “Melô da Asa”, devido as cenas onde era executada na novela Pai Herói, de 1979.
Brown teve outro sucesso em 1980, "We Ought To Be Doin' It", que chegou ao número 16 nas paradas de R & B nos Estados Unidos).
A última aparição pública conhecida de Brown foi em 1988.

## Discografia

### Álbuns
- Welcome to My Room (1978) U.S. R&B #48[5]
- Intimately (1979) U.S. R&B #46
- Midnight Desire (1980) U.S. R&B #50
- Check It Out (1981)
- Randy (1981)

### Singles
- "I Wanna Make Love To You" (1978) U.S. R&B #22[5]
- "I'd Rather Hurt Myself (Than To Hurt You)" (1978) U.S. R&B #89
- "We Ought to Be Doin' It" (1980) U.S. R&B #16